# Kleinmutschen
Kleinmutschen (kroatisch Pervane, ungarisch Pervány) ist eine Ortschaft und Katastralgemeinde der Gemeinde Frankenau-Unterpullendorf im Bezirk Oberpullendorf im Burgenland in Österreich.

## Geografie

### Geografische Lage
Der Ort liegt an der rechten Seite des Stooberbachs und ist über die Lutzmannsburger Straße (L 225) erreichbar. An der dem Stooberbach gegenüberliegenden Seite befindet sich Großmutschen.

### Bodennutzung
Die Katastralgemeinde ist landwirtschaftlich geprägt. 269 Hektar wurden zum Jahreswechsel 1979/1980 landwirtschaftlich genutzt und 173 Hektar waren forstwirtschaftlich geführte Waldflächen. 1999/2000 wurde auf 277 Hektar Landwirtschaft betrieben und 173 Hektar waren als forstwirtschaftlich genutzte Flächen ausgewiesen. Ende 2018 waren 249 Hektar als landwirtschaftliche Flächen genutzt und Forstwirtschaft wurde auf 181 Hektar betrieben. Die durchschnittliche Bodenklimazahl von Kleinmutschen beträgt 50,9 (Stand 2010).

### Siedlungsentwicklung
Zum Jahreswechsel 1979/1980 befanden sich in der Katastralgemeinde Kleinmutschen insgesamt 108 Bauflächen mit 60.024 m² und 71 Gärten auf 85.362 m², 1989/1990 gab es 86 Bauflächen. 1999/2000 war die Zahl der Bauflächen auf 93 angewachsen und 2009/2010 bestanden 108 Gebäude auf 290 Bauflächen.

## Geschichte
Kleinmutschen wurde erstmals im Jahr 1225 urkundlich erwähnt. Der nach der Pest um 1410 stark in Mitleidenschaft gezogene Ort wurde während der Ungarnkriege verwüstet und entvölkert, sodass er zwischen 1546 und 1570 von 16 kroatischen Familien neu besiedelt wurde. Auch durch Einfälle von Heiducken und Tataren sowie im Kuruzen-Aufstand litt der Ort schwer.
Der Ort gehörte wie das gesamte Burgenland bis 1920/21 zu Ungarn (Deutsch-Westungarn). Ab 1898 musste aufgrund der Magyarisierungspolitik der Regierung in Budapest der ungarische Ortsname Pervány verwendet werden. Nach Ende des Ersten Weltkriegs wurde nach zähen Verhandlungen Deutsch-Westungarn in den Verträgen von St. Germain und Trianon 1919 Österreich zugesprochen. Seit 1921 gehört Kleinmutschen zum damals neu gegründeten Bundesland Burgenland (siehe auch Geschichte des Burgenlandes).
Laut Adressbuch von Österreich waren im Jahr 1938 in der Ortsgemeinde Kleinmutschen ein Bäcker, ein Gastwirt, ein Gemischtwarenhändler, eine Hebamme, zwei Mühlen, ein Schmied, zwei Viktualienhändler, ein Zementwarenerzeuger und ein Landwirt mit Ab-Hof-Verkauf ansässig.
Am 1. Jänner 1971 wurde der Ort im Zuge des Gemeindestrukturverbesserungsgesetzes der burgenländischen Landesregierung mit den Ortschaften Frankenau, Großmutschen und Unterpullendorf zur neuen Gemeinde Frankenau-Unterpullendorf zusammengelegt.

## Kultur und Sehenswürdigkeiten
- Volksschule Kleinmutschen, steht unter Denkmalschutz (Listeneintrag).